# ریحانه خاتونی
ریحانه خاتونی داریان (زاده ۲۲ اردیبهشت ۱۳۷۲ در دزفول )دوچرخه سوار مسابقه ای ایرانی اهل استان آذربایجان شرقی است. در سال ۲۰۱۵، وی قهرمان مسابقات اتومبیلرانی جاده ای ایران و مسابقات قهرمانی تایم تریل شد.

## رزومه
| نام و نام خانوادگی : ریحانه خاتونی                           | تاریخ تولد : ۱۳۷۲ |
| ------------------------------------------------------------ | ----------------- |
| مدرک تحصیلی : کارشناسی ارشد مدیریت ورزشی – سطح دو حوزه علمیه | ساکن : تبریز      |

سوابق و افتخارات ورزشی :
1 – عضو تیم ملی دوچرخه سواری به مدت 10 سال
2 – مقام دوم رشته تایم تریل جاده مسابقات قهرمانی کشور سال 1401
3 – رنکینگ یک کشور رشته های پیست سال 1401
4 –مقام سوم رشته تایم تریل تیمی مسابقات قهرمانی آسیا جاده سال 2022 ( اولین مدال تاریخ دوچرخه سواری بانوان ایران در این رشته)
5 - اولین نفر منتخب برای اعزام به مسابقات قهرمانی جهان بلژیک در ماه سپتامبر2021
6 - مقام سوم رشته استقامت جاده مسابقات قهرمانی کشور 1400
7 - مقام سوم رشته تایم تریل جاده مسابقات قهرمانی کشور 1400
8 - مقام اول تور بین المللی سریلانکا در رشته ماراتن کراس کانتر ی سال 1395
۹ - مقام پنجم در رشته اومینیوم پیست مسابقات بین المللی کره جنوبی سال 1394
10 - مقام اول رشته استقامت جاده مسابقات قهرمانی کشور 1394
11 - مقام اول رشته تایم تریل انفرادی جاده قهرمانی کشور  1394
12 - مقام اول رشته اسکرچ مسابقات قهرمانی کشور 1394
13 - مقام دوم رشته دور امتیازی مسابقات قهرمانی کشور 1394
14 - مقام دوم رشته کراس کانتری مسابقات قهرمانی کشور 1394
15 - مقام دوم رشته 3000متر انفرادی مسابقات قهرمانی کشور 1394
16 - مقام سوم رشته 200 متر مسابقات قهرمانی کشور در سال 94
17 - مقام سوم رشته تیم اسپرینت مسابقات قهرمانی کشور سال 94
18 - بیشتر از 50 مدال قهرمانی دیگر در مسابقات لیگ باشگاههای کشور از سال 1393تا کنون
مدارک ورزشی و دوره های گذرانده
| 1- مدرک مربیگری درجه یک دوچرخه سواری  | 2- مدرک داوری درجه 3 دوچرخه سواری                                     |
| 2 - مدرک مربیگری درجه 3 آمادگی جسمانی | 4 - کارگاه کار با دستگاه های بدنسازی                                  |
| ------------------------------------- | --------------------------------------------------------------------- |
| 5- کارگاه درجه دو رشته پیلاتس         | 6 - دوره آموزشی دوچرخه سواری رشته های پیست در کره جنوبی به مدت دو ماه |